# Clitoromegàlia
La clitoromegàlia (o macroclítoris o megaloclítoris) és un augment anormal del clítoris que és majoritàriament congènit o adquirit, tot i que l'augment induït del clítoris com a forma de modificació dels genitals femenins s'aconsegueix mitjançant diversos usos d'esteroides anabòlics, inclos la testosterona. La clitoromegàlia no és el mateix que l'engrandiment normal del clítoris vist durant l'excitació sexual.